# قرون (كتاب)
من أشهر كتب المنجمين في العالم والتي نسجت حولها هالة كبيرة من الغموض والاثارة كتاب قرون Centuries للعراف الفرنسي الشهير نوستراداموس وقد كتب داموس الكتاب سنة 1555. وضمنه العديد من النبؤات الغامضة التي كتبت بطريقة مبهمة.
ولد ميشيل نوستراداموس في اليوم الرابع عشر من كانون الأول /ديسمبر من عام 1503 ميلادية في مدينة سان ريمي دي بروفانس في فرنسا . وهو يهودي الأصل ولكن أسرته تخلت عن اليهودية و اعتنقت العقيدة الكاثوليكية . و كان متأثر جدا بجده الذي قام بتعليمه قواعد اللاتينية و الإغريقية و العبرية و أصول الرياضيات و التنجيم برع في العلوم الطبية و أهتم بصورة خاصة بالتنجيم . وذاع صيته في تلك الفترة بأنه يشفي الأمراض تزوج في سنة 1534 ميلادية و رزق بولد وبنت ولكن انتشار وباء الطاعون في تلك الفترة أدى إلى موت زوجته وطفليه وكان لعجزه في إنقاذهم الأثر البالغ في حياته . وبعد عدة سنوات تزوج من أرملة ثرية وبدأ بتأليف الكتب في الغيبيات مما شجعه في النهاية بكتابة كتابه الشهير (القرون ) حيث نشره لأول مرة في عام 1555 ميلادية .

ولقد كتب التنبؤات بشكل مقاطع شعرية من أربعة أبيات مبهمة المعاني ومليئة بمختلف المصطلحات من لغات متعددة مثل اللاتينية و البروفنسالية و الإيطالية وغيرها ... ولقد احتوى كتاب ( القرون ) على بعض التنبؤات من ستة أبيات شعرية و سماها ( السداسيات ) و أخرى سماها ( الإنذارات ) . وقد استعمل طريقة الجناس التصحيفي أي تغيير أماكن الحروف في الكلمة أو حذف أو تغيير حرف أو حرفين منها أو استخدام الأسماء القديمة و المنسية للمدن و الدول التي كان يعنيها في تنبؤاته و ذلك لإخفاء المعنى عن العامة من الناس و لقد قام بكل هذا حتى لا يقع في قبضة محاكم التفتيش التي كانت تحرق كل من يدّعي بمعرفته الكهانة و السحر . و لقد ساعدته واستعانت به الملكة كاترين دي مديتشي ملكة فرنسا مما ساعده في نشر كتابه و دون خوف من محاكم التفتيش ولكنه أبقى على الترميز فيه و استمر في البلاط الفرنسي إلى أن مات سنة 1566 ميلادية .